# Рубіна Ріва Рувимівна
Ріва (Рифка, Ревека) Рувимівна Рубіна (їд. רבֿקה (ריװקע) רובין Рівке Рубін; нар.. 15 травня 1906, Мінськ, Мінська губернія, Російська імперія — пом. 2 березня 1987, Москва, Російська РФСР, СРСР) — єврейська радянська письменниця, перекладач, критик, літературознавець. Писала на їдиші і перекладала російською мовою з їдишу, білоруської та румунської мов.

## Біографія
Закінчила Мінський державний педагогічний інститут (1930). Нагороджена медалями. Член Спілки письменників СРСР (1934). Навчалася в аспірантурі Білоруської Академії наук, доцент Мінського педагогічного інституту, викладач історії єврейської літератури, теорії літератури. З 1934 року проживала в Москві. Викладачка єврейського відділення в Педагогічному інституті. У 1985 році читала лекції про творчість Шолом-Алейхема та І.-Л. Переца на Вищих Літературних курсах в Москві. Похована на Востряковському кладовищі в Москві.

### Родина
Чоловік — художник Меєр Аксельрод, з яким познайомилася через його брата, поета Зеліка Аксельрода ;
- дочка — поет Олена Аксельрод ,
  - онук — художник Михайло Яхілевич.

У 1972—1987 роках проживала в ЖБК «Радянський письменник» — Червоноармійська вулиця, буд. № 21, де в сусідньому під'їзді проживала сім'я її дочки  .

## Творчість

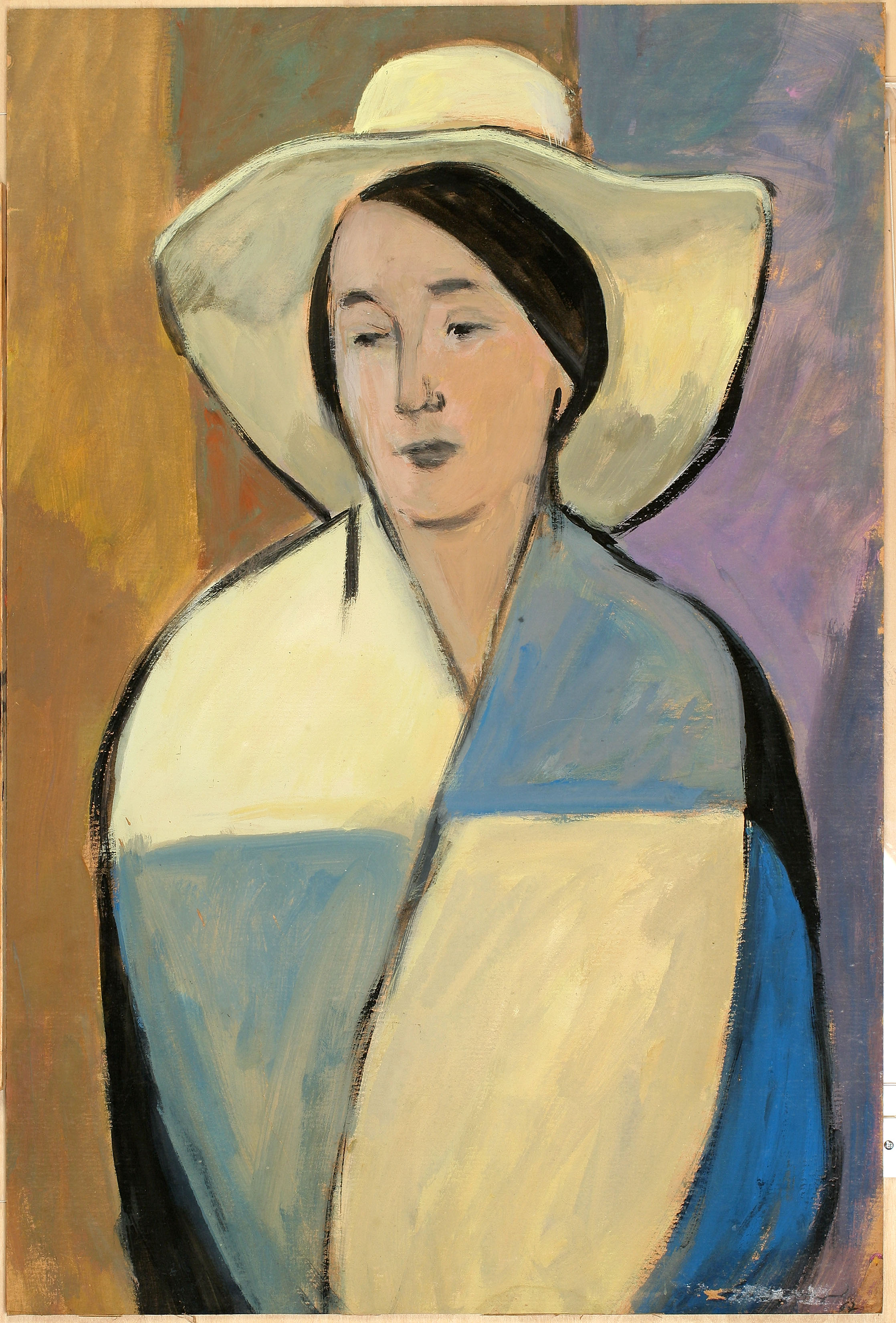
Портрет Рубіної: Меєр Аксельрод Портрет дружини в білому капелюсі.

Автор багатьох художніх творів, критичних публікацій про єврейську літературу, літературні переклади. Авторка творчих портретів єврейських письменників Шмуеля Галкіна, Зеліка Аксельрода (рідного брата чоловіка Ріви Рубіної), Лева Квітко, Залмана Вендрова, Езри Фінінберг, Іцка Кіпніса, Давида Бергельсона та інших. Брала участь у підготовці зібрання творів Менделе Мойхер-Сфоріма в чотирьох томах, 1935—1940). У 1943 році Рубіна опублікувала збірник нарисів «Ідіше фроєн» («Єврейські жінки»). У 1961 році Рубіна увійшла до складу редколегії журналу « Совєтіш геймланд». Але демонстративно вийшла з редколегії, коли в журналі почали друкуватися антиізраїльські матеріали. Підготувала до видання книги Залмана Вендрова та Іцхака Переца . Як редакторка та перекладачка брала участь у виданні шеститомного зібрання творів Шолом-Алейхема російською мовою (М .: Художня література, 1971—1973). Нею ж написані вступні статті до видань книг єврейських письменників російською мовою.

### Проза

#### Російською мовою
- Рубина, Рива Рувимовна. Шолом-Алейхем (1859—1916): Краткий очерк. — Москва, 1957.
- Рубина, Рива Рувимовна. Вьется нить: Рассказы, повести. (пер. с евр. Р. Рубина). — Москва : Художественная литература, 1978, 1982. — 423 с.
- Рубина, Рива Рувимовна. Вот такой день: Повести, рассказы. — Москва : Советский писатель, 1982. — 327 с.
- Рубина, Рива Рувимовна. Странный день: Повесть, рассказы, этюды (пер. с евр. Р. Рубиной, Е. Аксельрод). — Москва : Советский писатель, 1986. — 446 с. — 30000 прим.

#### На їдиші
- ריװקע רובינ. ייִצכאָק-לײבוש פּערעצ: 1851—1915. — מאָסקװע : מעלוכע-פארלאג דער עמעס, 1941.
- ריװקע רובין. ייִדישע פרױענ: פארצײכענונגענ. — מאָסקװע : מעלוכע-פארלאג דער עמעס, 1943.
- רבקה רובין. שרײַבער און װערק. — װארשע : פארלאג ייִדיש בוך, 1968.
- ריװקע רובין. עס שפּינט זיך א פאָדעם: דערצײלונגען. — מאָסקװע : סאָװעטסקי פּיסאטעל, 1975.
- ריװקע רובין. אזא מין טאָג: ראָמאן, דערצײלונגען עטיודן. — מאָסקװע : סאָװעטסקי פּיסאטעל, 1982.

### Переклади
З їдишу російською мовою твори З. Вендрова, І. -Л. Переца , Шолом-Алейхема .

## Цікаві факти
Її чоловік Меєр Аксельрод — автор унікального циклу «Німецька окупація», готував ілюстрації до її книгам про війну. Дані ілюстрації увійшли до експозиції виставки «Німецька окупація» (Санкт-Петербурзький музей академії мистецтв, 2019). Виставка приурочена пам'яті жертв Голокосту .